# آشوتوش شارما
آشوتوش شارما (انگلیسی: Ashutosh Sharma؛ زادهٔ ۲۲ اوت ۱۹۶۱) دانشمند در زمینه مهندسی شیمی و فناوری نانو اهل هند است.